# Winznau
Winznau (toponimo tedesco) è un comune svizzero di 1 820 abitanti del Canton Soletta, nel distretto di Gösgen.